# Peertube
Peertube, i marknadsföringssyfte skrivet PeerTube, är en fritt licensierad, decentraliserad, Activitypub-federerad videoplattform som använder WebTorrent- och peer-to-peer-teknik för att minska belastningen på enskilda servrar när videor visas.
Peertube startades 2017 av en programmerare kallad Chocobozzz. Utvecklingen av Peertube stöds nu av den franska ideella Framasoft. Syftet är att tillhandahålla ett alternativ till centraliserade plattformar som Youtube, Vimeo och Dailymotion.
Genom Activitypub-protokollet är Peertube en del av det federerade nätverket känt som Fediversum.

## Funktion
Varje Peertube-instans tillhandahåller en webbplats för att bläddra och titta på videor, och varje instans kan styra över utseende, funktioner och regler självständigt.
Flera instanser, med gemensamma regler (till exempel att de tillåter liknande innehåll eller kräver registrering) kan bilda federationer, där de följer varandras videor, även om varje video bara lagras av den instans som publicerade den. Federationer är oberoende av varandra och asymmetriska: en instans kan följa en annan för att visa sina videor utan att de i sin tur behöver göra detsamma. Instansens administratörer kan var och en välja att spegla enskilda videor eller hela väninstanser, vilket skapar ett incitament att bygga gemenskaper med delad bandbredd.
Videor görs tillgängliga via HTTP för nedladdning, men uppspelning försöker göras genom en peer-to-peer-uppspelning med HLS och Webtorrent. Användare som är anslutna till plattformen fungerar som stafettpunkter som skickar video till andra användare, vilket minskar bandbredden för var och en till servern och vilket möjliggör hårdvara med lägre prestanda att fungera (till en lägre kostnad).

## Teknik
Peertube använder WebTorrent-teknik. Varje server är värd för en torrent-spårare och varje webbläsare som tittar på en video delar den också. Detta gör det möjligt att dela belastningen mellan själva servern och klienterna samt bandbredden som används genom P2P-teknik.
Systemet fungerar via en federation av instanser som drivs av oberoende enheter. Varje Peertube-server kan vara värd för valfritt antal videor för sig själv, och kan dessutom federera med andra servrar för att låta användare titta på sina videor i samma användargränssnitt. Denna federation tillåter att ett stort antal videor lagras i en "kollektiv plattform", utan att en infrastruktur jämförbar med webbjättarnas behöver byggas. Varje server drivs och administreras av en solitär och distinkt enhet.
Peertube använder Activitypub-protokollet för att möjliggöra decentralisering och kompatibilitet med andra tjänster i Fediversum, vilket kan förhindra inlåsningseffekter hos monopolistiska leverantörer och göra det mer motståndskraftigt mot censur.
Mjukvaran förlitar sig på PostgreSQL DBMS och är integrerad i populära videoplattformar som Reddit och Kodi.